# جنگل‌های کوهستانی چین هیلز ارکان
جنگل‌های کوهستانی چین هیلز ارکان (به لاتین: Chin Hills–Arakan Yoma montane forests) یک منطقهٔ مسکونی و جنگل در میانمار است.